# Пожар над Енглеском
Пожар над Енглеском је историјска драма коју је режирао Вилијам К. Хауард. 

## Улоге
| Глумац         | Улога                           |
| -------------- | ------------------------------- |
| Флора Робсон   | Краљица Елизабета I од Енглеске |
| Рејмонд Маси   | Краљ Филип II од Шпаније        |
| Лесли Бенкс    | Робин, војвода од Лестера       |
| Лоренс Оливије | Мајкл Инголби                   |
| Вивијен Ли     | Синтија                         |
| Мортон Селтен  | Лорд Берли                      |
| Тамара Десни   | Елена                           |
| Лин Хардинг    | Сер Ричард Инголби              |
| Џорџ Терлвел   | Господин Лоренс Грегори         |
| Хенри Оскар    | шпански амбасадор               |
| Роберт Рендел  | Дон Мигел                       |
| Роберт Њутон   | Дон Педро                       |
| Доналд Колтроп | Дон Ескобал                     |
| Чарлс Карсон   | Адмирал Валдез                  |
| Џејмс Мејсон   | Хилари Вејн (непотписан)        |